# Саногенез
Саногене́з (лат. sanus «здоровый» + греч. γενεσις «происхождение, возникновение») — комплекс защитно-приспособительных механизмов, направленный на восстановление нарушенной саморегуляции организма.
Саногенетические механизмы регулируются нервной системой, главным образом ЦНС. К саногенетическим реакциям относятся, например, повышенное потоотделение при высокой температуре окружающей среды или лихорадке, пищеварительный и воспалительный лейкоцитоз, учащение сердечных сокращений при физических нагрузках, лихорадке, некоторых пороках сердца. Саногенетические реакции присущи как физиологическим, так и патологическим состояниям. При патологическом состоянии реакции саногенеза способствуют преодолению возникших в организме нарушений и выздоровлению. Развитие и исход болезни зависит от взаимодействия реакции саногенеза с факторами патогенеза.
Саногенетические реакции укладываются в схему адаптационного процесса в ответ на воздействие экстремальных факторов среды, предложенную Ф.В. Меерсоном  :
- мобилизация специфических реакций, ответственных за адаптацию к конкретному воздействию;
- включение в определенный момент неспецифических стресс-реализующих систем.

В настоящее время отмечается, что саногенетические реакции формируются определенными физиологическими механизмами, такими как:
1. Снижение активности функциональной системы на возрастающее воздействие (обратная пропорция, в отличие от прямо пропорционального соотношения воздействия и реакции при компенсаторно-приспособительных реакциях;
2. Перестановка функциональных ролей между отделами системы;
3. Исключение или включение в состав функциональной системы элементов, которые ранее в нее не входили, как, например, включение белков теплового шока, стабилизаторов клеточных белковых структур;
4. Переход на более высокую функциональную ступень гомеостатических контрольных параметров (например, аутоиммунная реакция) [2].

Понятие саногенеза, отличное от понятия «патогенез» не является общепринятым .